# (200413) 2000 SF126
(200413) 2000 SF126 es un asteroide perteneciente al cinturón de asteroides, región del sistema solar que se encuentra entre las órbitas de Marte y Júpiter, descubierto el 24 de septiembre de 2000 por el equipo del Lincoln Near-Earth Asteroid Research desde el Laboratorio Lincoln, Socorro, Nuevo México, Estados Unidos.

## Designación y nombre
Designado provisionalmente como 2000 SF126. 

## Características orbitales
2000 SF126 está situado a una distancia media del Sol de 2,454 ua, pudiendo alejarse hasta 3,086 ua y acercarse hasta 1,822 ua. Su excentricidad es 0,257 y la inclinación orbital 8,472 grados. Emplea 1404,74 días en completar una órbita alrededor del Sol.

## Características físicas
La magnitud absoluta de 2000 SF126 es 15,7. 